# Комісія (мафія)

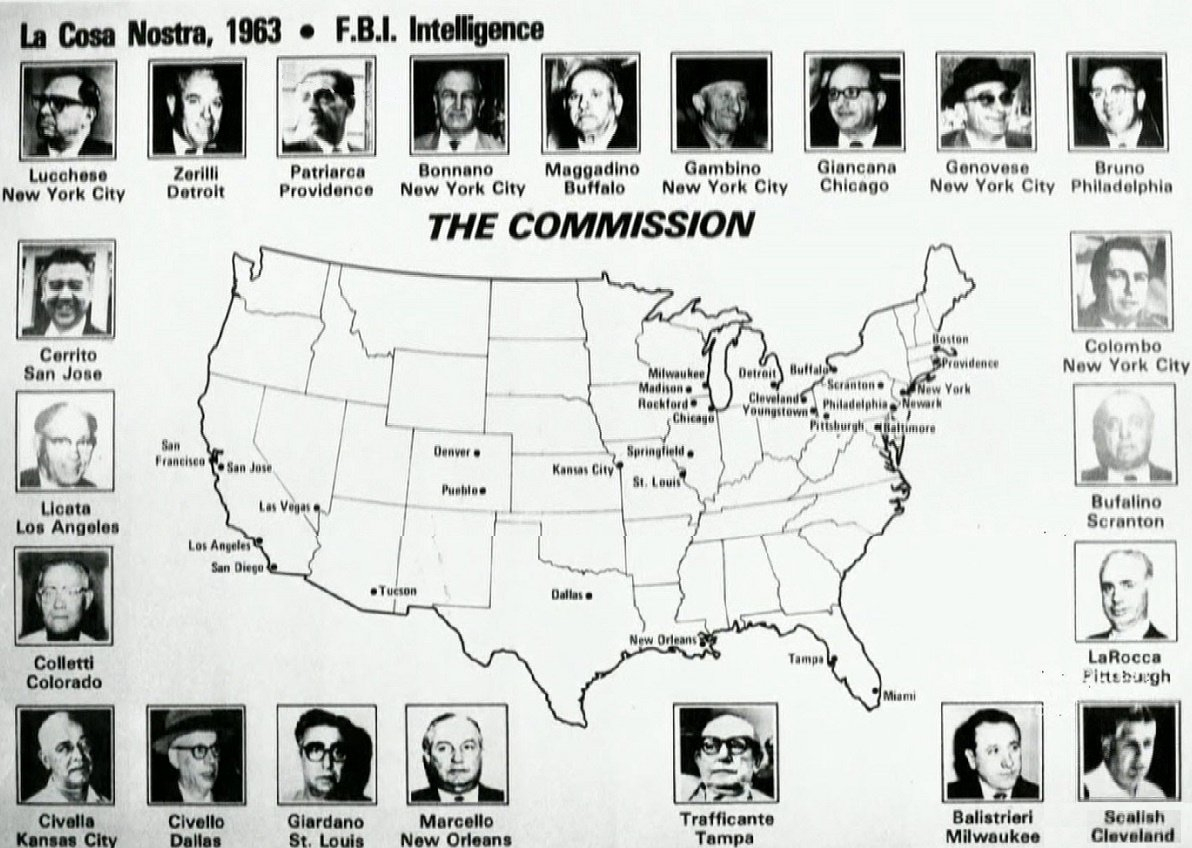
Список босів мафії

Комісія (англ. The Commission) — колективний керівний орган американської Коза Ностри, створений Лакі Лучано в 1931 році.

## Об'єднання злочинних угруповань
Вперше ідея створення єдиного керівного органу виникла під час конференції в Атлантік-Сіті 13-16 травня 1929. На сходці ватажків злочинних організацій з усієї країни, організованої Лакі Лучано, Меєром Ланськи і Аль Капоне, був утворений Національний кримінальний синдикат, що об'єднував італійські, єврейські та ірландські банди. Найбільші мафіозні лідери Нью-Йорка, Сальваторе Маранцано і Джо Массерія, запрошення не отримали, бо не бажали співпрацювати з неіталійцями.
Реалізації проекту завадила кастелламарська війна 1929—1931 років, але після вбивства Массерії 15 квітня 1931 і переходу кримінального Нью-Йорка під контроль П'яти сімей Лучано повернувся до ідеї об'єднання злочинних угруповань. Маранцано був проти цього, і на сходці в Чикаго оголосив себе босом босів Коза Ностри. 10 вересня 1931 угруповання Лучано і Ланські ліквідувало Маранцано, після чого протягом декількох місяців у різних містах, від Лос-Анджелеса до Нью-Йорка, були усунені ватажки банд, незгодні з ідеєю об'єднання.
Згідно з гангстерськими легендами, протягом двох днів після усунення Маранцано по всій країні було ліквідовано 20, 40 або навіть 90 сицилійців, неугодних Лучано. Розповіді про настільки масштабну чистку рядів не мають документального підтвердження і, ймовірно, сильно перебільшені.

## Створення Комісії
Лучано фактично став керівником нью-йоркської мафії, і на новій сходці в Чикаго в тому ж році за підтримки колишнього ватажка Чиказького угруповання Джона Торріо провів реорганізацію Коза Ностри. На чолі мафії була поставлена Комісія з семи членів: глав П'яти сімей, Чиказьке угруповання і представника угруповань Середнього Заходу.
На думку дослідників, метою Лучано було запобігання в майбутньому воєн між сім'ями шляхом створення регулюючої організації, яку порівнюють з Радою Безпеки ООН.

## Склад і діяльність
До першого складу Комісії входили Лакі Лучано (майбутня сім'я Дженовезе), Джо Бонанно (сім'я Бонанно), Том Гальяно (майбутня сім'я Луккезе), Джо Профачі (майбутня сім'я Коломбо), Вінсент Мангано (майбутня сім'я Гамбіно), Аль Капоне (Чиказьке угруповання) і Стефано Магаддіно (Буффало). За іншою версією, яку наводить у своїх мемуарах Нік Джентіле, сьомим членом був Френк Мілано з Клівленда.
Впливові єврейські бандити, партнери Лучано, формально в керівництво не входили і не могли голосувати, хоча їх запрошували на наради, а Ланськи був фінансовим радником.
Для затвердження нового порядку була організована команда найманих вбивць, названа в газетах Корпорацією вбивств, усуває небажаних осіб за наказом Комісії.
Аль Капоне був заарештований вже в жовтні 1931. У 1936 був арештований Лучано, і новим головою став Вінсент Мангано. У 1946 була проведена Гаванська конференція, в якій брав участь видворений зі Сполучених Штатів Лучано.
Надалі Комісія складалася з голів П'яти сімей і Чиказького угруповання, на Апалачинській сходці в 1957 в її склад також були включені Анджело Джентіле з Філадельфії і Джо Дзеріллі з Detroit Partnership.

## Сучасне становище
За словами колишнього ватажка сім'ї Бонанно і формального голови Комісії Джо Массіно, останній раз вона збиралася в листопаді 1985, а після вбивства голови Пола Кастеллано проводилися тільки зустрічі між окремими босами і їхніми консільєрі.
Так, формальний голова Джон Готті (сім'я Гамбіно) в 1988 провів у Гринвіч-Віллиджі зустріч із Вінсентом Джиганте (сім'я Дженовезе) і Ентоні Кассо, підручним боса сім'ї Луккезе, а в січні 2000 Джо Массіно скликав Луїса Баджелса (сім'я Луккезе), Піта Готті (сім'я Гамбіно), Джо Веверлі, консільєрі сім'ї Коломбо, і Худого Ларрі, капітана (captain on the panel) сім'ї Дженовезе.
Причинами припинення нарад Комісії були постійне стеження з боку поліції і ФБР і небезпека витоку інформації, якщо на нараді присутні багато людей. Після комісійного процесу в 1985—1986 роках ватажки сімей воліли зв'язуватися за допомогою кур'єрів

## Голови Комісії
- 1931—1936 — Лакі Лучано
- 1936—1951 — Френк Костелло
- 1951—1957 — Вінсент Мангано
- 1957—1959 — Віто Дженовезе
- 1959—1976 — Карло Гамбіно
- 1976—1985 — Пол Кастеллано

## Формальні голови
- 1986—1992 — Джон Готті
- 1992—1997 — Вінсент Джиганте
- 2000—2003 — Джо Массіно